# GX Airlines
Pour les articles homonymes, voir GX.
Guangxi Beibu Gulf Airlines, stylisé en GX Airlines, est une compagnie aérienne chinoise basée à l'Aéroport international de Nanning Wuxu. C'est une coentreprise gérée par Tianjin Airlines et la Guangxi Beibu Gulf Investment Group. GX Airlines est entré en opération le 13 février 2015 et est devenue l'une des premières compagnies aériennes à être basée dans la région autonome de Guangxi.

## Histoire
GX Airlines a été fondé en 2015 en tant que coentreprise gérée par Tianjin Airlines et la Guangxi Beibu Gulf Investment Group, groupe d'investissement basé dans la zone économique du golfe de Beibu. Tianjin Airlines, une filiale de Hainan Airlines, a une part de 70 % dans GX, tandis que le groupe d'investissement a une part de 30 %. Le premier appareil de sa flotte a été un Embraer 190 concédé par Tianjin Airlines le 1er février 2015, la même date où le transporteur a reçu son certificat de transporteur aérien.
Son premier vol a été effectué le 13 février de la même année, entre l'aéroport de Nanning et celui de Haikou, dans la province de Hainan,,.
En novembre 2015, GX Airlines embauche pour la première fois des pilotes étrangers. En date de juillet 2020, le transporteur avait une flotte de huit Embraer 190. Elle avait aussi fait part de son désir d'offrir des vols à Hong Kong, Taiwan, Macao et dans l'est de l'asie,.

## Destinations
En date de 2018, GX Airlines se rendait à 59 destinations différentes en Chine continentale, ainsi qu'à Bangkok en Thaïlande.

## Flotte

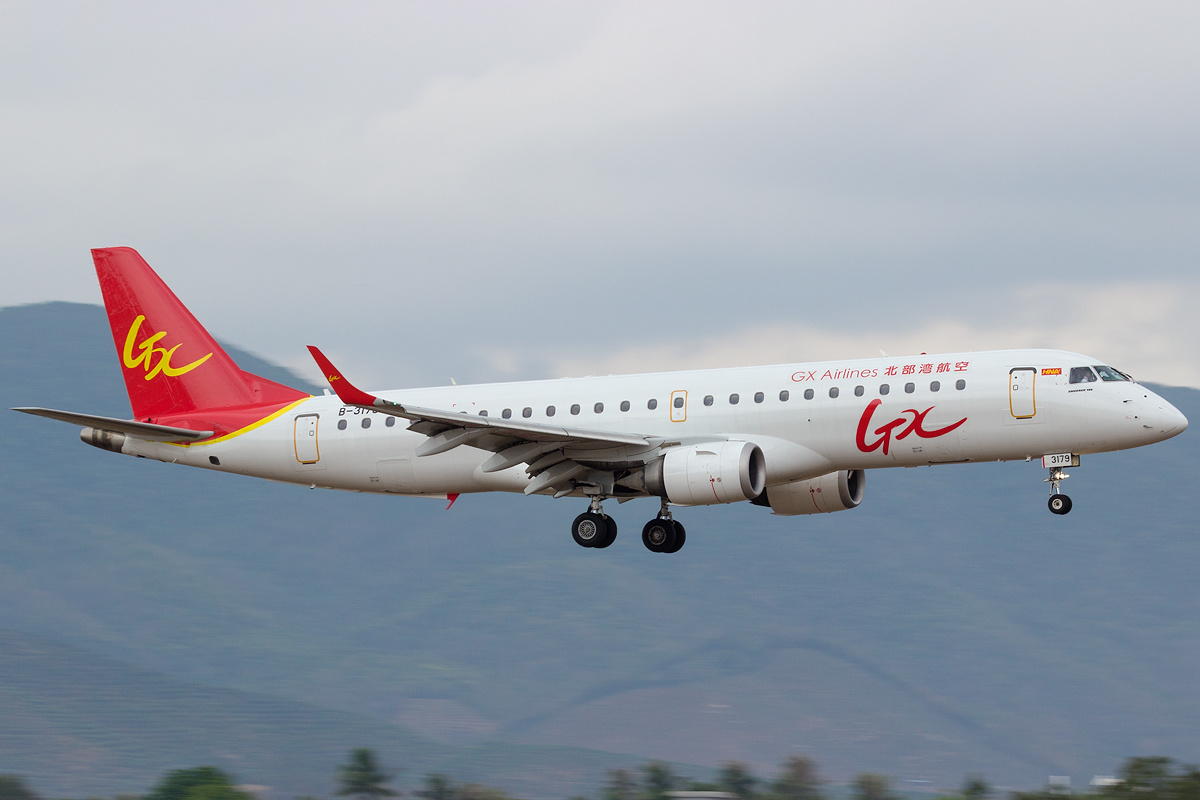
Un Embraer 190 de GX Airlines approchant l'Aéroport international de Sanya Phénix.

En date de septembre 2019, GX Airlines possédait les appareils suivants,, :
| Appareil        | En service | Commandés | Capacité | Ref.  |
| --------------- | ---------- | --------- | -------- | ----- |
| Airbus A320-200 | 7          | —         | 180      |       |
| Airbus A320Neo  | 4          | —         | 186      | [ 8 ] |
| Embraer 190     | 17         | —         | 106      | [ 9 ] |
| Total           | 28         | —         |          |       |